# Hadena pfeifferi
Hadena pfeifferi là một loài bướm đêm trong họ Noctuidae.